# Lutz Wille
Professor Dr. Lutz Wille (* 1939) ist ein deutscher Kinderarzt, Hochschullehrer und Heimatforscher, der sich als solcher vor allem mit Geschichte und Brauchtum des Harzes befasst.

## Leben
Wille wurde 1939 als Sohn des Studienrates und Volkskundlers Louis Wille (1898–1982) geboren. Er wuchs in Halberstadt auf, wo er auch das Abitur ablegte. Nach einem Studium der Medizin in Berlin, Heidelberg und Erlangen wurde er 1964 an der Ruprecht-Karls-Universität Heidelberg zur Thematik Zur Frage des Einflusses von Prednison auf die Hyperbilirubinämie der Frühgeborenen und Neugeborenen ohne hämolytische Erkrankung zum Dr. med. promoviert. Von 1976 bis 2004 war er dort als Professor für Pädiatrie tätig, wobei seine Arbeitsschwerpunkte auf der Neonatologie, Intensivmedizin und Pneumologie lagen. Er ist u. a. Autor von Fachbüchern zur Neugeborenen-Intensivpflege und zum Neugeborenen-Thorax.
Nach der Wende widmete Wille sich ab 1990 verstärkt der Geschichte und Volkskunde des Harzes, zu der schon sein Vater geforscht und publiziert hatte. So befasste er sich intensiv mit der Orgelbauwerkstatt von Adolf Reubke und Ernst Röver in Hausneindorf und förderte die Einrichtung eines Museums. Es entstanden Monografien zu Bergleuten, Hirten, Schäfern und Köhlern im Harz. Wille ist wesentlicher Initiator für den 2014 positiv beschiedenen Antrag zur Aufnahme der Finkenmanöver im Harz als Immaterielles Kulturerbe in das Bundesweite Verzeichnis des immateriellen Kulturerbes. Teile der Buchsammlung und Manuskripte von Louis und Lutz Wille überließ er 2016 dem Archiv des Zentrums HarzKultur der Harzbücherei in Wernigerode als Vorlass.
Er lebt in Schriesheim.

## Ehrungen
- Bundesverdienstkreuz am Bande (2019)